# Marit Mikkelsplass
Marit Mikkelsplass (* 22. Februar 1965 in Oslo als Marit Wold) ist eine ehemalige norwegische Skilangläuferin.

## Werdegang
Mikkelsplass, die für den Kjelsås Idrettslag startete, lief im März 1985 in Lahti ihr erstes Weltcuprennen, welches sie auf dem 18. Platz über 5 km beendete. Im folgenden Jahr erreichte sie in Falun mit dem dritten Platz über 30 km Freistil ihre erste Podestplatzierung im Weltcup. Nach Platz fünf über 20 km Freistil in Toblach zu Beginn der Saison 1987/88, wurde sie in Falun mit der Staffel und in Oslo im 30-km-Massenstartrennen jeweils Dritte und erreichte damit den 16. Platz im Gesamtweltcup. Beim Saisonhöhepunkt den Olympischen Winterspielen 1988 in Calgary gewann sie die Silbermedaille mit der Staffel. Zudem errang sie den 24. Platz über 20 km Freistil und den 15. Platz über 10 km klassisch. Bei den Nordischen Skiweltmeisterschaften 1989 in Lahti belegte sie den 21. Platz über 10 km Freistil und den zehnten Rang über 15 km klassisch. Im März 1991 wurde sie beim Weltcup in Oslo Dritte mit der Staffel. In der Saison 1992/93 kam sie im Weltcup dreimal unter die ersten Zehn und erreichte den 16. Platz im Gesamtweltcup. Bei den Nordischen Skiweltmeisterschaften 1993 in Falun gelang ihr der 21. Platz über 30 km Freistil. In der folgenden Saison siegte sie in Lahti mit der Staffel und belegte in Falun den zweiten Platz mit der Staffel. Bei den Olympischen Winterspielen 1994 in Lillehammer gewann sie die Silbermedaille über 30 km klassisch. Zudem errang sie den 14. Platz über 15 km Freistil. Die Saison beendete sie auf dem 11. Platz.
In der Saison 1994/95 kam Mikkelsplass im Weltcupeinzel neunmal unter die ersten Zehn, darunter Platz zwei in Lahti über 10 km klassisch. Außerdem errang sie in Sapporo, in Oslo und in Nové Město jeweils den zweiten Platz mit der Staffel. Bei den Nordischen Skiweltmeisterschaften 1995 in Thunder Bay holte sie die Silbermedaille mit der Staffel. Zudem wurde sie Neunte über 30 km Freistil, jeweils Siebte über 5 km klassisch und in der anschließenden Verfolgung und Vierte über 15 km klassisch. Zum Saisonende errang sie den achten Platz im Gesamtweltcup. Zu Beginn der Saison 1995/96 belegte sie in Vuokatti den dritten Platz über 5 km klassisch. Im weiteren Saisonverlauf erreichte sie 11 Top-Zehn-Platzierungen im Weltcupeinzel, darunter Rang zwei in Trondheim über 5 km klassisch und jeweils Platz drei über 10 km klassisch in Kavgolovo und über 30 km klassisch in Oslo und wurde damit Siebte im Gesamtweltcup. Ebenfalls in der Saison belegte den dritten Platz mit der Staffel in Oslo und jeweils den zweiten Rang mit der Staffel in Falun und in Nové Město. Nach Platz zwei mit der Staffel in Kiruna und Platz eins mit der Staffel in Davos zu Beginn der Saison 1996/97, holte sie in Lahti über 15 km klassisch ihren ersten Weltcupeinzelsieg. Beim Saisonhöhepunkt den Nordischen Skiweltmeisterschaften 1997 in Trondheim gewann sie die Silbermedaille mit der Staffel und die Bronzemedaille über 30 km klassisch. Zum Saisonende wurde sie in Oslo Zweite mit der Staffel und erreichte den 13. Platz im Sprintweltcup, den siebten Rang im Gesamtweltcup und den vierten Platz im Langdistanzweltcup. In ihrer letzten aktiven Saison 1997/98 kam sie im Weltcupeinzel siebenmal unter die ersten Zehn, darunter Platz drei im Verfolgungsrennen und Platz eins über 10 km klassisch in Ramsau am Dachstein. Mit der Staffel kam sie in Beitostølen und in Lahti jeweils auf den zweiten Platz. Bei den Olympischen Winterspielen 1998 in Nagano gewann sie die Silbermedaille mit der Staffel. Die Saison beendete sie auf dem sechsten Platz im Langdistanzweltcup und jeweils auf dem fünften Rang im Sprint und im Gesamtweltcup. Bei norwegischen Meisterschaften gewann sie 13-mal mit der Staffel, jeweils zweimal über 15 km und über 30 km und jeweils einmal über 10 km und über 20 km.
Sie ist die Ehefrau des Langläufers Pål Gunnar Mikkelsplass sowie Schwägerin des Langläufers Eilif Kristen Mikkelsplass und der Biathletin Hildegunn Fossen-Mikkelsplass.

## Erfolge

### Norwegische Meisterschaften
- 1985: Gold mit der Staffel
- 1986: Gold mit der Staffel
- 1987: Silber mit der Staffel
- 1988: Gold über 20 km, Gold mit der Staffel, Bronze über 10 km
- 1989: Gold mit der Staffel
- 1990: Gold mit der Staffel
- 1991: Gold mit der Staffel
- 1992: Gold mit der Staffel
- 1993: Gold mit der Staffel, Silber über 30 km, Bronze über 15 km
- 1994: Gold mit der Staffel, Silber über 15 km
- 1995: Gold über 15 km, Gold über 30 km, Bronze über 5 km
- 1996: Gold über 15 km, Gold über 30 km, Gold mit der Staffel, Silber über 10 km, Bronze über 5 km
- 1997: Gold über 10 km, Gold mit der Staffel, Silber über 5 km, Bronze über 15 km
- 1998: Gold mit der Staffel, Silber über 5 km, Silber über 15 km
- 1999: Gold mit der Staffel

### Weltcupsiege im Einzel
| Nr. | Datum           | Ort                 | Disziplin       |
| --- | --------------- | ------------------- | --------------- |
| 1.  | 18. Januar 1997 | Lahti               | 15 km klassisch |
| 2.  | 8. Januar 1998  | Ramsau am Dachstein | 10 km klassisch |

### Weltcup-Gesamtplatzierungen
| Saison  | Gesamt | Gesamt | Langdistanz | Langdistanz | Sprint | Sprint |
| Saison  | Punkte | Platz  | Punkte      | Platz       | Punkte | Platz  |
| ------- | ------ | ------ | ----------- | ----------- | ------ | ------ |
| 1984/85 | 3      | 54.    | -           | -           | -      | -      |
| 1985/86 | 15     | 22.    | -           | -           | -      | -      |
| 1986/87 | -      | -      | -           | -           | -      | -      |
| 1987/88 | 33     | 16.    | -           | -           | -      | -      |
| 1988/89 | 6      | 42.    | -           | -           | -      | -      |
| 1989/90 | 7      | 30.    | -           | -           | -      | -      |
| 1990/91 | 9      | 32.    | -           | -           | -      | -      |
| 1991/92 | 10     | 29.    | -           | -           | -      | -      |
| 1992/93 | 176    | 16.    | -           | -           | -      | -      |
| 1993/94 | 247    | 11.    | -           | -           | -      | -      |
| 1994/95 | 361    | 8.     | -           | -           | -      | -      |
| 1995/96 | 579    | 7.     | -           | -           | -      | -      |
| 1996/97 | 367    | 7.     | 167         | 4.          | 114    | 13.    |
| 1997/98 | 416    | 5.     | 135         | 6.          | 281    | 5.     |